# Comuna Bronnîțea, Moghilău
Bronnîțea (în ucraineană Бронниця) este o comună în raionul Moghilău, regiunea Vinnița, Ucraina, formată din satele Bronnîțea (reședința), Hrîhorivka și Olenivka.

## Demografie
Componența lingvistică a satului Bronnîțea
     Ucraineană (97,86%)
     Rusă (1,85%)
     Alte limbi (0,25%)
Conform recensământului din 2001, majoritatea populației satului Bronnîțea era vorbitoare de ucraineană (97,86%), existând în minoritate și vorbitori de rusă (1,85%).